# 인트론바이오테크놀로지
인트론바이오테크놀로지(iNtRON Biotechnology Inc.)은  인체 진단 및 신약개발을 하는 대한민국의 기업이다. 본사는 경기 성남시 중원구 사기막골로 137에 위치해 있으며 대표이사는 윤경원이다.

## 역사
1999년 1월에 설립되었으며, 2011년 1월에  기술 특례 상장으로 코스닥시장에 상장되었다.

## 같이 보기
- 슈퍼박테리아

## 참고문헌
1. ↑  김상표, 키움증권 탐방노트 - 인트론바이오 2021-03-05
2. ↑  김도윤, 인트론바이오, 인체진단·기술수출로 적자탈출 활로 찾는다, 머니투데이, 2023년 4월 18일
3. ↑  한국IR협의회 기술분석보고서 - 인트론바이오[깨진 링크(과거 내용 찾기)]